# John Jacob Weinzweig
John Jacob Weinzweig (Toronto, 11 maart 1913 – aldaar, 24 augustus 2006) was een Canadees componist, muziekpedagoog en dirigent.

## Levensloop
Weinzweig was de zoon van Joodse emigranten uit Polen. Zijn eerste formele muziekles kreeg hij op de mandoline aan de Workmen's Circle Peretz School. Op 14-jarige leeftijd kreeg hij pianoles van Gertrude V. Anderson. Hij was ook lid van het schoolorkest van het Harbord College. Gedurende deze periode leerde hij het bespelen van het saxofoon, de tuba en de contrabas. In 1930 heeft hij dit orkest ook gedirigeerd. Naar een studie orkestdirectie bij Reginald Stewart aan het Royal Conservatory of Music in Toronto studeerde hij vanaf 1934 aan de Universiteit van Toronto compositie bij Healey Willan, Leo Smith en Sir Ernest MacMillan en van 1937 tot 1938 aan de Eastman School of Music in Rochester bij Bernard Rogers.
Weinzweig stichtte in 1935 het symfonieorkest van de universiteit van Toronto en behoorde in 1951 tot de medeoprichters van de Canadian League of Composers. Verder was hij muziekcriticus in het dagblad van de universiteit met de titel The Varsity.
Van 1939 tot 1978 was hij professor aan het Royal Conservatory of Music van Toronto.
Als componist schreef hij balletten en andere toneelwerken, een symfonie en andere orkestwerken, solo concerten, kamermuziek, werken voor piano en koor, liederen en muziek voor film en televisie.

## Composities

### Werken voor orkest
- 1937 Legend, voor orkest
- 1938 The Enchanted Hill
- 1938 Suite, voor orkest
- 1938 Spectre, voor solo pauken en orkest
- 1939 A Tale of Tuamotu, voor fagot en orkest
- 1940 Symfonie, voor orkest
- 1941 Rhapsody for Orchestra
- 1943 Interlude in an Artist's Life
- 1943 Our Canada, voor orkest
- 1946 Edge of the World, voor orkest
- 1946 Divertimento No. 1, voor fluit en strijkorkest
- 1948 Divertimento No. 2, voor hobo en strijkorkest
- 1949 Suite uit het ballet "Red Ear of Corn"
- 1950 Round Dance, voor orkest
- 1951-1954 Concerto, voor viool en orkest
- 1958 Symphonic Ode, voor orkest
- 1960 Divertimento No. 3, voor fagot en orkest
- 1966 Concerto, voor piano en orkest
- 1967 Concerto, voor harp en kamerorkest
- 1968 Divertimento No. 4, voor klarinet en strijkorkest
- 1969 Dummiyah/Silence, voor orkest
- 1972 Divertimento No. 6, voor altsaxofoon en strijkorkest
- 1979 Divertimento No. 7, voor hoorn en strijkorkest
- 1980 Divertimento No. 8, voor tuba en orkest
- 1982 Divertimento No. 9, voor orkest
- 1988 Divertimento No. 10, voor piano en strijkorkest
- 1990 Divertimento No. 11, voor althobo en strijkorkest
- 1998 Divertimento No. 12, voor blazerskwintet en strijkorkest

### Werken voor harmonieorkest
- 1944 Band-Hut Sketches
- 1961 Divertimento No. 5, voor trompet, trombone en blazers
- 1966 Round dance
- 1981 Out of the Blues

### Muziektheater

#### Balletten
| Voltooid in | titel              | aktes | première | libretto | choreografie |
| ----------- | ------------------ | ----- | -------- | -------- | ------------ |
| 1937        | The Whirling Dwarf |       |          |          |              |
| 1949        | Red Ear of Corn    |       |          |          |              |

### Vocale muziek
- 1951 Dance of the Masada, voor bariton en piano
- 1957 Wine of Peace (Calderon de la Barca), voor sopraan en orkest
- 1971 Trialogue, voor sopraan, fluit en piano

### Werken voor koor
- 1945 To the lands over yonder (Inuit), voor gemengd koor
- 1952 Am Yisrael Chai! / Israel Lives!, voor gemengd koor en piano
- 1985 Hockey Night in Canada

### Kamermuziek
- 1937 Strijkkwartet no. 1
- 1941 Sonata, voor viool en piano
- 1943 Fanfare, voor 3 trompetten, 3 trombones en slagwerk
- 1946 Strijkkwartet no. 2
- 1949 Cello Sonata "Israel", voor cello en piano
- 1962 Strijkkwartet no. 3
- 1964 Blazerskwintet
- 1965 Kwartet, voor 4 klarinetten
- 1976 Pieces of Five, voor koperkwintet
- 1977 Refrains, voor contrabas en piano
- 1980 Variations for Louis Applebaum, voor koperkwintet
- 1984 Music Centre Serenade, voor fluit, hoorn, altviool en cello
- 1987 Birthday Notes, voor fluit en piano
- 1987 Tremologue, voor altviool
- 1991 Jammin, voor zestien instrumenten
- 1992 Belaria, voor altviool
- 1993 Arctic Shadows, voor hobo en piano
- 1998 Interplay: 12 dialogues, voor picollo, tuba en piano

### Werken voor orgel
- 1942 Improvisation on an Indian Tune

### Werken voor piano
- 1939 Suite for Piano No. 1
- 1949 Swing a Fugue
- 1949 Melos
- 1950 Sonata
- 1950 Suite for Piano No. 2
- 1973 Impromptus
- 1986 CanOn Stride
- 1986 Tango for Two
- 1988 Micromotions (20 pieces)
- 1989 3 Pieces
- 1990 Duologue, voor twee piano's

### Werken voor harp
- 1983 15 Pieces, voor harp

### Werken voor gitaar
- 1976 Contrasts
- 1980 18 Pieces for Guitar
- 1984 Conversations for Three Guitars

### Werken voor slagwerk
- 1970 Around the Stage in 25 Minutes During Which a Variety of Instruments Are Struck

### Filmmuziek
- 1941 Les frontières du Nord-Ouest
- 1941 Turner Valley
- 1941 West Wind
- 1941 The Story of Tom Thomson
- 1941 The Great Canadian Shield
- Riel, tv-serie
- Jalna, tv-serie
- White Empire, tv-serie

## Publicaties
- John Jacob Weinzweig: John Weinzweig – His Words and His Music, 1986.
- John Jacob Weinzweig: Sounds and Reflections, 1990.
- Elaine Keillor: John Weinzweig and His Music – The Radical Romantic of Canada. 1994.

- Bibliothèque nationale de France: cb14789373s (data)
- CiNii: DA09353713
- Gemeinsame Normdatei: 119253828
- International Standard Name Identifier: 0000 0000 9831 7620
- Library of Congress Control Number: n82153076
- MusicBrainz: 5d0114db-433a-4e84-8ea6-144068e5526b
- Nationale Bibliotheek van Israël: 987007504523205171
- Nederlandse Thesaurus van Auteursnamen: 108125416
- Istituto Centrale per il Catalogo Unico: DDSV030032
- LIBRIS: 277144
- SNAC: w6xd149d
- Système universitaire de documentation: 174468598
- Virtual International Authority File: 74658981
- WorldCat: E39PBJxd4p7dfyGybt68Q669Xd